# Victoria Jilinskaïté
Victoria Iourievna Jilinskaïté (en russe : Виктория Юрьевна Жилинскайте, en anglais : Victoria Zhilinskayte), née le 6 mars 1989 à Ouraï, est une joueuse internationale russe de handball évoluant au poste d'arrière gauche. En 2016, elle est championne olympique avec la Russie. Sa jumelle Iana est également handballeuse internationale.

## Palmarès

### Club
compétitions internationales
- vainqueur de la coupe EHF en 2012 et 2014 (avec Lada Togliatti)

compétitions nationales
- championne de Russie en 2016 (avec Astrakhanochka)

### Équipe nationale
Jeux olympiques
- médaillée d'or aux Jeux olympiques de 2016 de Rio de Janeiro
- 8e place aux Jeux olympiques 2012 à Londres

championnats du monde
- vainqueur du championnat du monde 2009

championnats d'Europe
- troisième du championnat d'Europe 2008